# Aeridachnis
× Aeridachnis, (abreviado Aerdns) en el comercio, es un híbrido intergenérico entre los géneros de orquídeas Aerides × Arachnis. Fue publicado en Orchid J. 3: 165 (1954).